# Sandro Bolchi
Sandro Bolchi (Voghera, 18 gennaio 1924 – Roma, 2 agosto 2005) è stato un regista italiano.

## Biografia
Nato da una famiglia originaria di Novi Ligure (AL), si laureò in lettere ed esordì come attore al teatro "Guf" di Trieste. Proseguì questa esperienza anche dopo essersi trasferito a Bologna, dove iniziò l'attività di giornalista e approfondì quella di regista, fondando nel 1948 il Teatro La Soffitta. Fra i primissimi successi teatrali L'imperatore Jones di O'Neil e l'Avaro di Molière.

### La televisione
Dal 1956 si dedicò soprattutto alla televisione, esordendo con Frana allo scalo Nord di Ugo Betti e realizzando, con tecnica robusta e senso dello spettacolo, numerose commedie e romanzi sceneggiati, produzioni di grande impegno e successo (I miserabili, I promessi sposi, Anna Karenina, I fratelli Karamazov e I demoni di Fedor Dostoevskij con la sceneggiatura dello scrittore Diego Fabbri; Il crogiuolo, Il mulino del Po, prima e seconda parte, per cui lavorò anche alla riduzione con l'autore del romanzo Riccardo Bacchelli. La coscienza di Zeno, dal romanzo omonimo di Italo Svevo, Le mie prigioni, di Silvio Pellico, e Assunta Spina): per questo il grande pubblico lo ricorderà, assieme ad Anton Giulio Majano, come il "regista degli sceneggiati televisivi" per antonomasia. Bolchi ebbe il merito di rendere popolari molti grandi classici della letteratura italiana e internazionale, anche grazie alla partecipazione di grandi attori, quasi tutti di provenienza teatrale, del calibro di Luigi Vannucchi, Elsa Merlini, Tino Carraro, Glauco Mauri, Lilla Brignone, Giancarlo Sbragia, Gianni Santuccio, per citarne alcuni.
Si occupò anche di critica televisiva.
È morto il 2 agosto 2005 in una clinica romana per disturbi cardiovascolari; le esequie si sono svolte nella chiesa degli Artisti in piazza del Popolo. È stato sepolto nel cimitero di Novi Ligure, nella cappella di famiglia.

## Televisione
- La casa del sonno (1958)
- Frana allo scalo Nord (1959)
- Ruy Blas (1959)
- Il conte Aquila (1959)
- La vedova scaltra (1959)
- Un marito ideale (1959)
- Miss Mabel (1959)
- La pazza di Chaillot (1960)
- Non si dorme a Kirkwall (1960)
- Tristi amori (1960)
- Re Lear (1960)
- Anna Christie (1960)
- Fine delle vecchie signore (1960)
- Enrico IV (1961)
- La brocca rotta (1961)
- Spirito allegro (1961)
- Battono alla porta, musica di Riccardo Malipiero, Premio Italia (1962)
- Il mulino del Po (1963)
- Processo a Gesù (1963)
- Il capanno degli attrezzi (1963)
- Demetrio Pianelli (1963)
- I miserabili (1964)
- Giulio Cesare (1965)
- I promessi sposi (1967)
- Del vento tra i rami del Sassofrasso (1967)
- Morte di un commesso viaggiatore (1968)
- Le mie prigioni (1968)
- I corvi (1969)
- Vita col padre 24 agosto (1969)
- Un mese in campagna (1969)
- I fratelli Karamazov (1969)[1]
- Il cappello del prete (1970)
- Nascita della Repubblica – puntata La vigilia (1971)
- Tre quarti di luna (1971)
- Il crogiuolo (1971)
- I demoni (1972)
- La giostra (1972)
- Lulù (1972)
- Puccini (1973)
- Carlo Gozzi (1974)
- Anna Karenina (1974)
- Così è (se vi pare) (1974)
- Il consigliere imperiale (1974)
- Un certo Marconi (1974)
- Manon – 4 puntate (1976)
- Camilla (1976)
- La paga del sabato (1977)
- Disonora il padre (1978)
- Il '98 (1979)
- Bel Ami – 4 puntate (1979)
- Carmelo in musica (1981)
- Dei miei bollenti spiriti – film TV (1981)
- Melodramma (1984)
- La vigna di uve nere (1984)
- Lulù (1986)
- Una donna a Venezia – film TV (1986)
- La coscienza di Zeno (1988)
- Solo (1989)
- Assunta Spina (1992)
- Servo d'amore (1995)

## Prosa radiofonica Rai
- Un caso clinico, commedia di Dino Buzzati, regia di Sandro Bolchi, trasmessa il 20 gennaio 1956.
- Il re degli uomini di venerdì di Michael O'Molloy, regia di Sandro Bolchi, trasmessa il 16 agosto 1956.
- Il canto della vigilia di Italo Alighiero Chiusano, 10 gennaio 1959.

## Teatro
- Davide e Golia di Georg Kaiser, regia di Sandro Bolchi. Teatro Stabile di Trieste (stagione 1957-1958)
- Assunta Spina di Salvatore Di Giacomo. Teatro Nuovo di Trieste, 15 febbraio 1959.
- Giulio Cesare di William Shakespeare. Teatro romano di Verona, 4 luglio 1959.
- La seppia di Riccardo Rangoni. Teatro Manzoni di Milano, 16 dicembre 1960.
- L'amante compiacente di Graham Greene. Teatro Manzoni di  Milano, 28 dicembre 1960.
- Un marito di Italo Svevo. Teatro Nuovo di Trieste, 17 febbraio 1961.
- Gli asini magri di Aldo Nicolaj, regia di Sandro Bolchi. Teatro Nuovo di Trieste, 14 aprile 1961.
- Così è (se vi pare) di Luigi Pirandello. Teatro Nuovo di Trieste, 1º novembre 1961.
- Tristi amori di Giuseppe Giacosa. Teatro Nuovo di Trieste, 11 aprile 1962.
- I fisici di Friedrich Dürrenmatt. Teatro Stabile di Palermo, 13 febbraio 1963.
- Ippolito di Euripide. Teatro Olimpico di Vicenza, 3 settembre 1965.
- Del vento fra i rami del sassofrasso di René de Obaldia. Teatro comunale di Modena, 1º dicembre 1966.
- Delitto e castigo di Dante Guardamagna, regia di Sandro Bolchi. Teatro Stabile di Trieste (stagione 1972-1973)
- Il capitano di Köpenik di Carl Zuckmayer, regia di Sandro Bolchi. Teatro Stabile di Trieste (stagione 1973-1974)
- Il crogiuolo di Arthur Miller, regia di Sandro Bolchi. Teatro Stabile di Trieste (stagione 1974-1975)